# Asia (diocesi)
La diocesi d'Asia (in latino Dioecesis Asiana, in greco Διοίκησις Ασίας/Ασιανής?) era una Diocesi dell'Impero romano del tardo Impero romano, comprendente le provincie dell'Asia Minore occidentale e le isole dell'Egeo orientale.

## Storia
La Diocesi fu creata dopo le riforme dioclezianee, che prevedevano la subordinazione al prefetto del pretorio orientale. 
Suddivisione amministrativa della prefettura del pretorio d'Oriente, venne abolita da Giustiniano nel 535. 
La diocesi era estremamente importante sotto il profilo economico e demografico. 
Inizialmente suddivisa in sei province, Asia, Caria, Lydia,  Frigia, Insulae e Pamphylia, fu suddivisa in undici province con la riforma amministrativa di Teodosio I, che comportò la creazione delle province di Phrygia Pacatiana e Phrygia Salutaria (al posto dell'unica provincia di Frigia), Hellespontus, Lycia, Lycaonia, Pisidia.

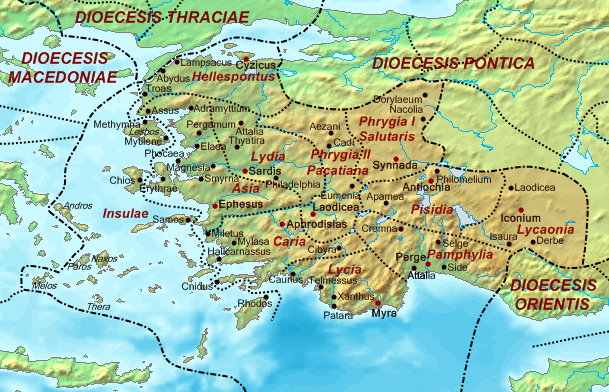
La diocesi d'Asia e le sue provincie.